# Anton Fischer
Anton Fischer est un ancien bobeur Allemand en tant que pilote.

## Carrière
Anton Fischer est un bobeur ouest-allemand qui a concouru dans les années 1980. Il a été le tout premier vainqueur de la Coupe du monde de bobsleigh en 1984-5 et a été le vainqueur officieux de l'épreuve de bobsleigh à deux la même année et en 1986-1987.
Fischer a également participé à deux Jeux olympiques d'hiver, obtenant son meilleur résultat, une septième place dans l'épreuve de bob à deux à Calgary en 1988.

### Coupe du monde
- 3 globes de cristal (non officiel) : 
  - Vainqueur du classement bob à 2 en 1985 et 1987.
  - Vainqueur du classement combiné en 1985.